# Lil Uzi Vert
Symere Bysil Woods (Philadelphia, Pennsylvania, 31. srpnja 1995.), poznatiji pod umjetničkim imenom Lil Uzi Vert, američki su reper i pjevač. Poznati po svojem ekscentričnom izgledu i pojavi te androginom modnom stilu.
Popularnost su stekli svojim debitantskim singlom, "Money Longer" (2016.) i miksanim albumima, ponajviše s Luv Is Rage (2015.), Lil Uzi Vs. The World (2016.) te The Perfect Luv Tape (2016.). Također su surađivali s raznim reperima, među kojima se ističe suradnja "Bad and Boujee" (2016.) s Migosima, koja je završila na prvom mjestu Billboard Hot 100 ljestvice i singl "XO Tour Llif3" (2017.) koji je završio na sedmom mjestu. Bili su nominirani za dvije nagrade Grammya kao "Najbolji novi izvođač". Drugi studijski album, Eternal Atake, objavili su u ožujku 2020. Tjedan dana nakon izlaska istog, objavljen je nastavak miksanog albuma Lil Uzi Vert vs. World iz 2016. godine, pod nazivom Lil Uzi Vert vs. World 2, koji je ujedno i druga polovica istog albuma.

## Glazbeni stil
Stil repanja Lil Uzija Verta uspoređen je s punk rock glazbom te označen nazivima emo i punk rap. Opisani su kao "lo-fi reper". Dobili su usporedbe s reperom Lil Wayneom.

### Utjecaji
Lil Uzi Vert Marilyna Mansona naziva "svojom najvećom inspiracijom". Također su obožavatelj sastava Paramore, posebno ističući frontmenicu Hayley Williams kao glazbeni utjecaj. U intervjuu za američki magazin Complex, navode: ASAP Rockyja (s kojim imaju suradnju "Raf"), Pharrella Williamsa (s kojim imaju suradnju "Neon Guts"), Kanyea Westa (s kojim imaju suradnju "Watch"), Simple Plan, Young Thuga (s kojim imaju suradnje "Yamborghini Dream", "What's The Move" i "Strawberry Peels"), Wiz Khalifu (s kojim imaju suradnje "Queso" i "Pull Up"), Lil Waynea (s kojim imaju suradnju "Multiple Flows") i Ying Yang Twinse kao svoje utjecaje.

## Osobni život
Woods je hodao s modnom dizajnericom Brittany Byrd od 2014. do 2017. Byrd, popularna figura među njegovim obožavateljima, pohađala je Parsons School of Design nakon što se preselila iz Kalifornije kako bi se školovala, u vrijeme kad je upoznala Woods. Woods su prvi put spomenuli Byrd u pjesmi "Nuyork Nights at 21" s albuma Luv Is Rage i od tada napravili nekolicinu pjesama posvećenih njoj. Tako se čak pojavila u video spotu za njihov poznati singl, "Money Longer" ". Dana 26. lipnja 2017., par se razišao, a Woods su tu vijest obznanili novom pjesmom pod nazivom "Stole Your Luv". Također su bili u vezi s repericom JT (iz ženske rap grupe CityGirls), a na lijevoj ruci imaju tetovažu posvećenu njoj.
U intervjuu za magazin GQ, izjavili su da su alergični na čokoladu. 
Od srpnja 2022. godine služi se zamjenicama they/them.
Nakon iznenadne smrti repera Lil Peepa, koji se predozirao fentanilom, Woods su objavili da se prestaju drogirati.
Nakon ubojstva prijatelja, repera i pjevača XXXTentaciona, Woods su na društvenim mrežama zatražili pomoć od ostalih repera, kako bi se izgradio temelj protiv oružanog nasilja, koji bi osigurao Tentacionovu obitelj i njegovo buduće dijete. 

### Dijamant na čelu
U veljači 2021. Woods su otkrili da su im u čelo ugrađen ružičasti, 10-karatni dijamant. Rečeno je da dijamant, koji su kupili od draguljara Elliota Elianttea, koštao 24 milijuna dolara. Woods su izjavili da ih je na takvu odluku inspirirao reper Lil B, koji je ugradio sličan implant, a također i utjecaj crtića Steven Universe, čiji su veliki obožavatelj od malih nogu. Planirali su to učiniti još od 2017. Iznjedrilo se nekoliko internetskih memeova koji su uspoređivali njihov novi izgled s izgledom Visiona u "Marvelovom filmskom svemiru", odnoseći se na smrt lika u filmu Osvetnici: Rat beskonačnosti. Woods su na svom Instagramu objavili "da ako dijamant ne bude pravilno uklonjen, mogli bi umrijeti." U lipnju 2021. Woods su uklonili dijamant sa čela. U rujnu 2021. otkrili su da su im tijekom srpanjskog nastupa na glazbenom festivalu, obožavatelji iščupali dijamant s čela dok su "surfali", a dijamant je ubrzo pronađen.

## Skandali

### Optužbe za sotonizam
Woods su višestruko dobivali optužbe da su sotonist. Tako je reper Daylyt u prosincu 2016. tvrdio da obožavaju i štuju Sotonu, potkrepljujući time da "ukoliko se njihovo ime izgovori dovoljno brzo zvučati će nalik na Lucifer". U srpnju 2018. svojim su obožavateljima na koncertu poručili "da idu s njima u pakao".
U kolovozu 2017. stvorili su polemike objavljujući sotonističke slike kao "obrnute" križeve na svoje račune na društvenim mrežama i često izgovarajući fraze koje se povezuju sa sotonizmom kao što je "666". Toliko su često promovirali sotonizam na društvenim mrežama, što je bilo dovoljno da im je njihova izdavačka kuća oduzela pristup Instagramu na jedno vrijeme.

### Uhićenja u 2016. i 2020.
Woods su 8. prosinca 2016. uhićeni u Atlanti, zbog neoprezne vožnje dirtbikeom. Zajedno s prijateljima vozili su dirtbike bez svjetala i kaciga prije nego što ih je primijetila policija. Dok ih je policija lovila, Woods su pali sa dirtbikea i pokušali pobjeći pješice prije nego što su uhićeni i zadržani uz jamčevinu od 6500 dolara. U studenome 2017. optužba je riješena tako što su dobili kaznu "društveno-korisnog rada".
U listopadu 2020., Woods i nekoliko drugih muškaraca uhićeni su na ulicama Philadelphije nakon što su bili uključeni u paintball pucnjavu. Uhićeni su nakon objave videozapisa na Instagramu.

### Optužbe za napad u 2021.
Dana 2. srpnja 2021., Woods i reper Saint Jhn su se sukobili nakon što ih je primijetio s njegovom bivšom djevojkom Brittany Byrd. Sukob je doveo do fizičkog sukoba između dvoje što je rezultirao time da je uperio pištolj na njih dvoje, a zatim prislonili pištolj na trbuh svoje bivše djevojke.
Dana 6. srpnja 2021., XXL je izvijestio da su Woods navodno teško ozlijedili Byrd, što je zahtijevalo hospitalizaciju, tako što su ih više puta udarili u lice i prislonili joj pištolj na trbuh. Međutim, oni i njihov tim nisu odgovorili na tvrdnje koje je iznijela Byrd.
Dana 2. veljače 2022., TMZ je izvijestio da se Woods nisu osporili na sudu po jednoj točki za kazneno djelo prijetnje vatrenim oružjem i nanošenja tjelesne ozljede. Kasnije su prihvatili sporazum o priznanju krivice i kaznu od 3 godine uvjetne kazne, godine dana psihijatrijskog liječenja zbog nasilja i zlouporabe supstanci, godine dana savjetovanja o nasilju u obitelji i desetogodišnju kaznenu nalogu.

## Diskografija

### Studijski albumi
- Luv Is Rage 2 (2017.)
- Eternal Atake (2020.)
- The Pink Tape (2023.)
- Eternal Atake 2 (2024.)

### Miksani albumi
- The Real Uzi (2014.)
- Luv Is Rage (2015.)
- Lil Uzi Vs. The World (2016.)
- The Perfect Luv Tape (2016.)

### Zajednički albumi
- Pluto x Baby Pluto s Futureom (2020.)